# Stockmann

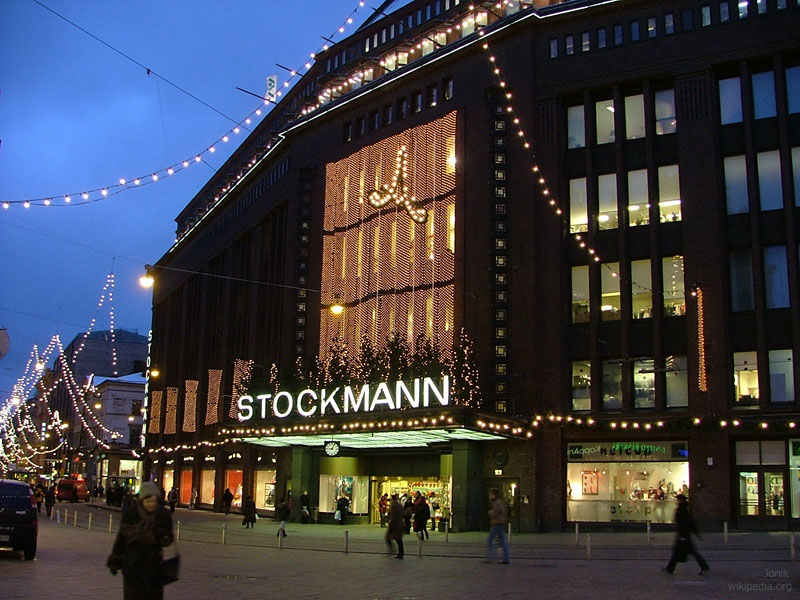
Dom towarowy Stockmann w Helsinkach

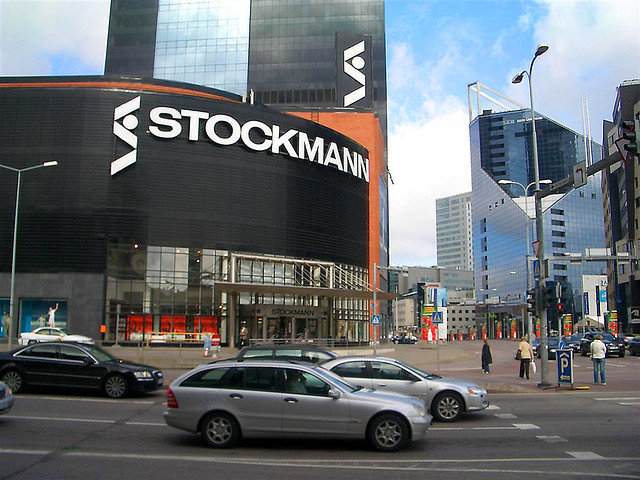
Doim towarowy w Tallinnie

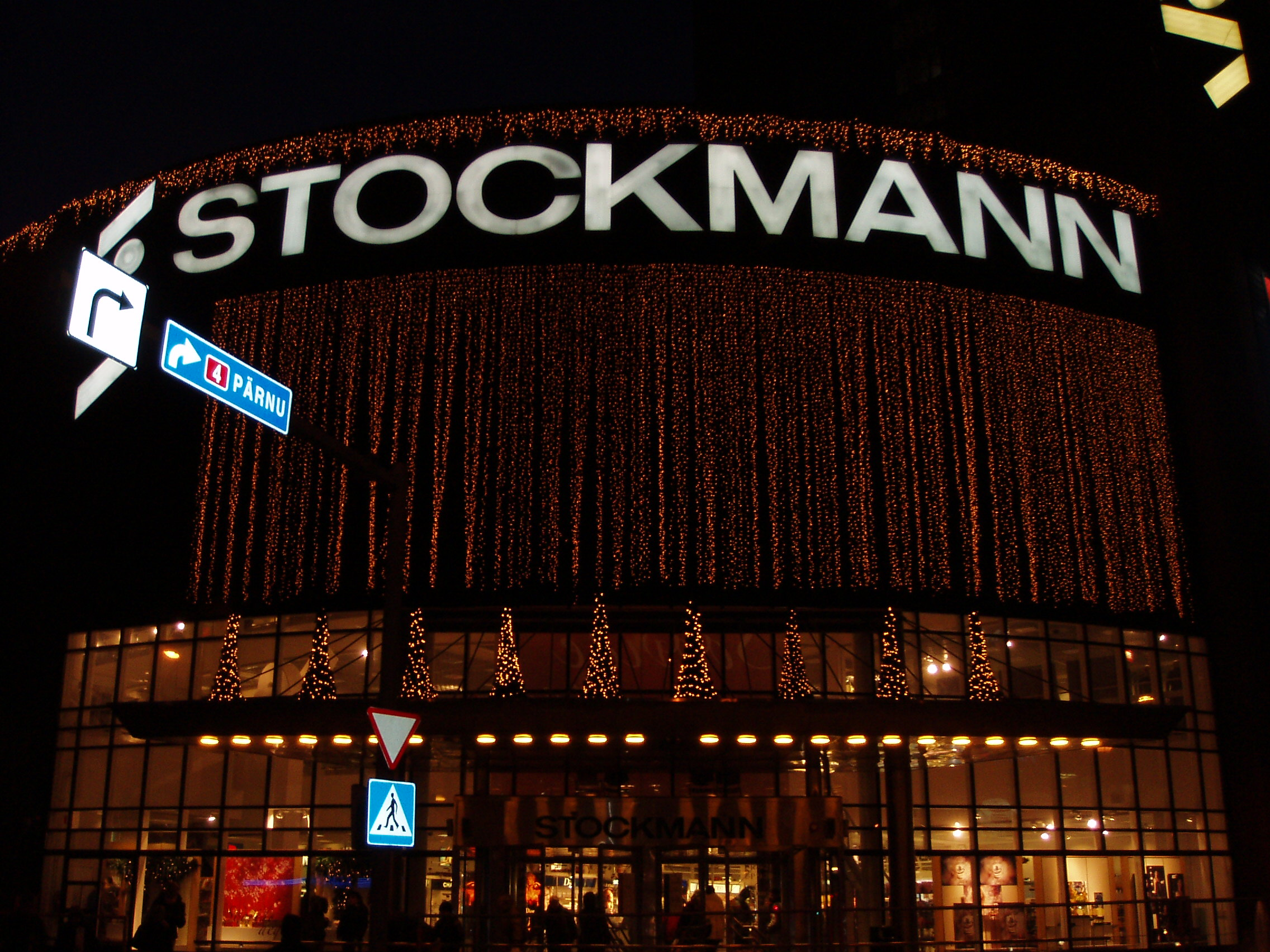
Zimowa dekoracja domu towarowego w Tallinnie

Stockmann – fińskie przedsiębiorstwo zajmujące się handlem detalicznym. Składa się trzech oddziałów: sieci domów towarowych, Hobby Hall – sprzedaży wysyłkowej oraz Seppälä – sieci salonów mody. Jest obecnie przedsiębiorstwem międzynarodowym, działa w Finlandii, na Litwie, Łotwie, w Estonii i w Rosji.

## Historia
Przedsiębiorstwo zostało założone przez Georga Stockmanna, księgowego z Lubeki, który przyjechał do Helsinek do pracy w hucie szkła Nuutajärvi. W 1859 Stockmann został kierownikiem sklepu na Placu Senackim, który przejął w 1862. W 1902 spółka weszła na giełdę. W latach 30 XX wieku wybudowano i oddano do użytku dom towarowy. W 1955 firma rozpoczęła handel samochodami – pierwszą sprzedawaną marką był Ford, a następnie Volkswagen. Obecnie Stockmann nie prowadzi już handlu samochodami Pierwszy zagraniczny sklep firma otworzyła w roku 1989 w Moskwie jednak pierwszy wielkopowierzchniowy dom towarowy w 2003 w Rydze. W 2010 obrót przedsiębiorstwa wyniósł 1821 mln euro.

## Domy towarowe

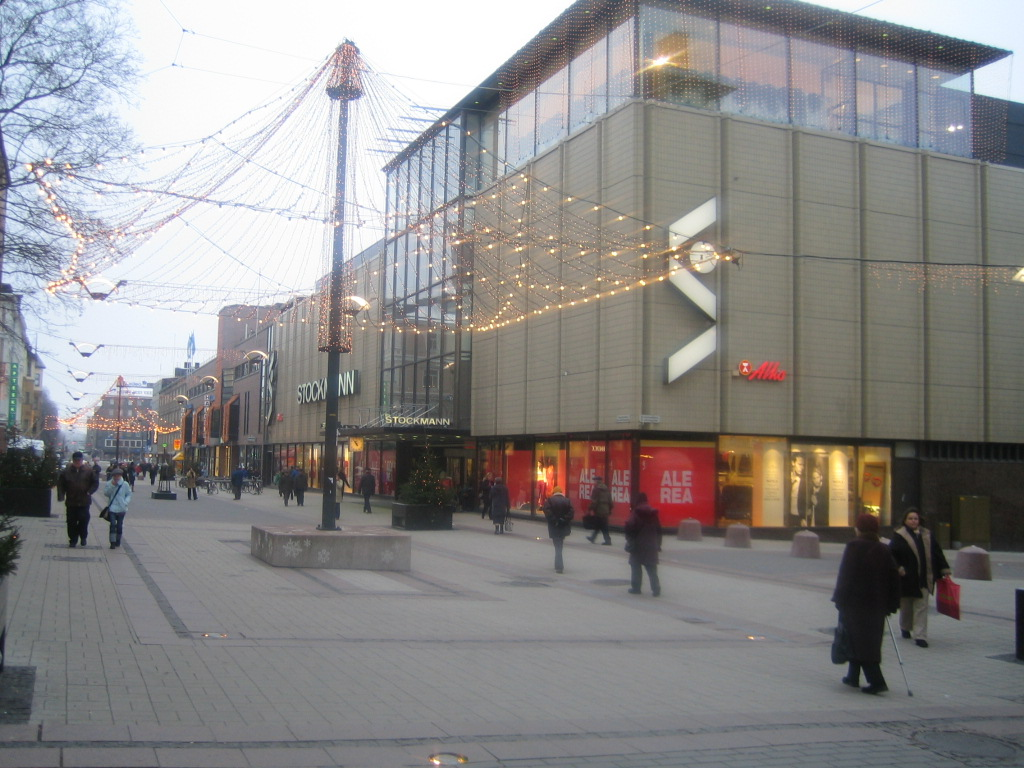
Dom towarowy Stockmanna w Turku

Największym i najbardziej znanym domem handlowym Stockmanna jest dom towarowy w centrum Helsinek, największy w krajach nordyckich. Obecnie Stockmann posiada domy towarowe w Tampere, Espoo, Turku, Vantaa i Oulu oraz za granicą w Tallinnie, Rydze, Moskwie i Petersburgu. W 2008 Stockmann wykupił szwedzką firmę Lindex, zajmującą się handlem odzieżą i wprowadza markę na rynek rosyjski.